# Palookaville (album)
Pour les articles homonymes, voir Palookaville (homonymie).

Palookaville est le 4e album solo de Quentin Leo Cook ou 
Fatboy Slim, sorti en 2004.

## Liste des morceaux
| No  | Titre                          | Durée |
| --- | ------------------------------ | ----- |
| 1.  | Don't Let The Man Get You Down | 4:01  |
| 2.  | Slash Dot Dash                 | 2:54  |
| 3.  | Wonderful Night                | 4:46  |
| 4.  | Long Way From Home             | 4:45  |
| 5.  | Put It Back Together           | 4:37  |
| 6.  | Mi Bebé Masoquista             | 4:26  |
| 7.  | Push And Shove                 | 4:27  |
| 8.  | North West Three               | 4:31  |
| 9.  | The Journey                    | 4:36  |
| 10. | Jin Go Lo Ba                   | 4:41  |
| 11. | Song For Chesh                 | 4:19  |
| 12. | The Joker                      | 5:22  |

## Anecdote
The Joker est une reprise d'une chanson du Steve Miller Band. Son clip est notable pour mettre en scène des chatons.